# Shiawassee County
Shiawassee County is een county in de Amerikaanse staat Michigan. Doorheen de county stroomt de Shiawassee River.
De county heeft een landoppervlakte van 1.395 km² en telt 71.687 inwoners (volkstelling 2000). De hoofdplaats is Corunna.